# 金線藍子魚
金線藍子魚（学名：Siganus lineatus）為輻鰭魚綱鱸形目刺尾魚亞目藍子魚科的其中一種，法國動物學家Achille Valenciennes 於1835年首次正式描述為Amphacanthus lineatus，其模式產地為西太平洋。分布於印度西太平洋區，包括印度、馬爾地夫、斯里蘭卡、泰國、馬來西亞、日本、印尼、越南、萬那杜、澳洲、新喀里多尼亞、密克羅尼西亞、帛琉、巴布亞紐幾內亞、菲律賓、索羅門群島等海域，棲息深度可達20公尺，本魚體呈橢圓形且側扁，深度剛好超過其標準長度的一半，頭部輪廓陡峭，眼睛上方有一個輕微的凹痕，前鼻孔邊緣較低，背鰭前面有一個向前指向的脊柱，嵌入頸背，整體顏色為淺灰色至藍灰色，腹部漸變至銀色，有橘色波浪紋，背鰭軟條基部近尾柄處一個大的亮黃色斑點，臉頰和鰓蓋上有藍色線條，背鰭的硬棘是金色，有暗青銅色的薄膜，而軟條是銀色的，它們之間有藍色的薄膜，每條軟條的底部都有一個金色的斑點，臀鰭的硬棘是金青銅色，膜呈深藍色，臀鰭條呈藍色，膜呈暗色，每個鰭條的底部都有一個金色的斑點，每個細胞的底部都有一個橫條，尾鰭呈藍色，有成排的金色斑點，腹鰭的外刺和最外側的鰭條呈銀色，其餘則呈現深藍色，胸鰭是透明，背鰭硬棘13枚、背鰭軟條10枚、臀鰭硬棘7枚、臀鰭軟條9枚、脊椎骨13個，體長可達43公分，棲息在珊瑚礁區、紅樹林、潟湖，成群活動，以藻類為食，可做為食用魚及觀賞魚，具有毒棘。
其种加词“Lineatus”意为“线形的”。